# Melitograis gilolensis
Filemon-de-halmaera ou pássaro-monge-estriado (Melitograis gilolensis) é uma espécie de ave da família Meliphagidae. É a única espécie do género Melitograis
É endémica da Indonésia.
Os seus habitats naturais são: florestas subtropicais ou tropicais húmidas de baixa altitude, florestas de mangal tropicais ou subtropicais e regiões subtropicais ou tropicais húmidas de alta altitude.